# Vasco Matos
Vasco Miguel Lopes de Matos, noto semplicemente come Vasco Matos (Brandoa, 10 ottobre 1980), è un allenatore di calcio ed ex calciatore portoghese, di ruolo ala, tecnico del Santa Clara.

## Carriera

### Allenatore
Ritiratosi nel 2016, ha subito intrapreso la carriera di allenatore come vice di Filipe Coelho al Leixões e al Vilafranquense, di cui diventa il tecnico nel dicembre del 2017. Esonerato nel marzo del 2019, il 13 giugno diventa l'allenatore dell'Alverca. Dopo aver eliminato lo Sporting Lisbona nella Coppa di Portogallo, il 27 dicembre lascia l'incarico.
Il 5 luglio 2020 viene nominato tecnico del Casa Pia, lasciando tuttavia il ruolo prima dell'inizio della stagione, ma rimanendo nello staff come vice di Filipe Martins. Il 18 giugno 2023 diventa l'allenatore del Santa Clara, conquistando subito la promozione in Primeira Liga grazie alla vittoria della Liga Portugal 2. Il 29 luglio 2024 rinnova fino al 2026; il 19 febbraio 2025, dopo essere stato vicino alla panchina del Botafogo, prolunga con il club azzorrano fino al 2027. Al termine della stagione conquista una storica qualificazione alla Conference League, facendo segnare il record di punti dei biancorossi nella massima serie portoghese.

## Statistiche

### Statistiche da allenatore

#### Club
Statistiche aggiornate al 25 luglio 2025. In grassetto le competizioni vinte.
| Stagione              | Squadra               | Campionato            | Campionato | Campionato | Campionato | Campionato | Coppe nazionali | Coppe nazionali | Coppe nazionali | Coppe nazionali | Coppe nazionali | Coppe continentali | Coppe continentali | Coppe continentali | Coppe continentali | Coppe continentali | Altre coppe | Altre coppe | Altre coppe | Altre coppe | Altre coppe | Totale | Totale | Totale | Totale | % Vittorie | Piazzamento |
| Stagione              | Squadra               | Comp                  | G          | V          | N          | P          | Comp            | G               | V               | N               | P               | Comp               | G                  | V                  | N                  | P                  | Comp        | G           | V           | N           | P           | G      | V      | N      | P      | %          | Piazzamento |
| --------------------- | --------------------- | --------------------- | ---------- | ---------- | ---------- | ---------- | --------------- | --------------- | --------------- | --------------- | --------------- | ------------------ | ------------------ | ------------------ | ------------------ | ------------------ | ----------- | ----------- | ----------- | ----------- | ----------- | ------ | ------ | ------ | ------ | ---------- | ----------- |
| dic. 2017-2018        | Vilafranquense        | CdP                   | 18+4       | 12+2       | 4+1        | 2+1        | CP              | 0               | 0               | 0               | 0               | -                  | -                  | -                  | -                  | -                  | -           | -           | -           | -           | -           | 22     | 14     | 5      | 3      | 63,64      | Sub, 2°     |
| 2018-mar. 2019        | Vilafranquense        | CdP                   | 24         | 13         | 8          | 3          | CP              | 2               | 1               | 0               | 1               | -                  | -                  | -                  | -                  | -                  | -           | -           | -           | -           | -           | 26     | 14     | 8      | 4      | 53,85      | Eson        |
| Totale Vilafranquense | Totale Vilafranquense | Totale Vilafranquense | 42+4       | 25+2       | 12+1       | 5+1        |                 | 2               | 1               | 0               | 1               |                    | -                  | -                  | -                  | -                  |             | -           | -           | -           | -           | 48     | 28     | 13     | 7      | 58,33      |             |
| lug.-dic. 2019        | Alverca               | CdP                   | 15         | 9          | 3          | 3          | CP              | 4               | 3               | 0               | 1               | -                  | -                  | -                  | -                  | -                  | -           | -           | -           | -           | -           | 19     | 12     | 3      | 4      | 63,16      | Resc. cons. |
| 2023-2024             | Santa Clara           | LP2                   | 34         | 21         | 10         | 3          | CP+CdL          | 5+1             | 2+0             | 2+1             | 1+0             | -                  | -                  | -                  | -                  | -                  | -           | -           | -           | -           | -           | 40     | 23     | 13     | 4      | 57,50      | 1°, (prom)  |
| 2024-2025             | Santa Clara           | PL                    | 34         | 17         | 6          | 11         | CP+CdL          | 3+1             | 2+0             | 0+0             | 1+1             | -                  | -                  | -                  | -                  | -                  | -           | -           | -           | -           | -           | 38     | 19     | 6      | 13     | 50,00      | 5°          |
| 2025-2026             | Santa Clara           | PL                    | 0          | 0          | 0          | 0          | CP+CdL          | 0+0             | 0+0             | 0+0             | 0+0             | UECL               | 2                  | 1                  | 0                  | 1                  | -           | -           | -           | -           | -           | 2      | 1      | 0      | 1      | 50,00      |             |
| Totale Santa Clara    | Totale Santa Clara    | Totale Santa Clara    | 68         | 38         | 16         | 14         |                 | 10              | 4               | 3               | 3               |                    | 2                  | 1                  | 0                  | 1                  |             | -           | -           | -           | -           | 80     | 43     | 19     | 18     | 53,75      |             |
| Totale carriera       | Totale carriera       | Totale carriera       | 129        | 74         | 32         | 23         |                 | 16              | 8               | 3               | 5               |                    | 2                  | 1                  | 0                  | 1                  |             | -           | -           | -           | -           | 147    | 83     | 35     | 29     | 56,46      |             |

## Palmarès

### Allenatore

#### Competizioni nazionali
- Liga Portugal 2: 1

Santa Clara: 2023-2024